# MARINO (バンド)
MARINO（マリノ）は、日本のヘヴィメタルバンド。1980年代にEARTHSHAKER、44MAGNUMと共に「関西3大メタルバンド」と称された。

## 略歴
- 1970年代後期、ボーカルの吉田"LEO"隆により結成[2]。
- 1981年、ギタリストの大谷"RAVEN"令文が加入[2]。
- 1982年10月24日、44MAGNUMと共に新宿ロフトで『関西ヘヴィ・メタル東京なぐり込みギグVol.1』を行い、250名もの動員を記録[2]。
- 1983年、オムニバスアルバム『BATTLE OF METAL』 に参加[2]。
- 1984年、4月に1stアルバム『TARGET』を発表しメジャーデビュー[2][3]。11月には2ndアルバム『MARINO II』を発表[2]。
- 1985年、イングヴェイ・マルムスティーンズ・ライジング・フォースのツアーにサポートアクトとして参加し、7月には3rdアルバム『MARINO III - From All of Us to All of You』を発表[2]。12月にはライブ・アルバム『HARD&ROUGH』を発表するも、年末に活動休止[2][3]。
- 2002年8月7日、イベント『HARD ROCK SUMMIT』にMARINOとして参加し再結成[2]。
- 2003年8月20日、4thアルバム『HYBRID!』を発表[2]。
- 2008年3月1日、EARTHSHAKER、44MAGNUMと共に『JAPAN HEAVY METAL FANTASY～関西なぐり込みギグ2008～』を中野サンプラザで開催[4][5][6][7][8][9]。
- 2008年4月2日、44MAGNUMのトリビュート・アルバム『44MAGNUM Tribute Album』に参加[10]。
- 2022年9月19日、ギタリストの大谷"RAVEN"令文が死去[11]。
- 2023年10月29日、GORILLA HALL OSAKAで開催されたライブ・イベント『-心斎橋BAHAMA 60周年記念イベント-JAPAN HEAVYMETAL FANTASY 2023 【BAHAMA STILLALIVE 1963-2023】』に参加[12][13]。尚、前述の通り大谷"RAVEN"令文が死去したため、後輩であり元テラ・ローザの三宅庸介が代打として参加した[14][15]。

## メンバー

### 現在のメンバー
- 吉田"LEO"隆（ボーカル）
- 鎌田"Mr.KAMADA"学（ベース）
- 板倉"JUN"淳（ドラムス）

### 元メンバー
- 筒井佳二（キーボード）
  - 1999年4月に、吉田"LEO"隆と共にヘヴィメタルバンド『MUTHAS PRIDE』を結成した[16]。
- 横井信一（ベース）
  - 2001年に、ヘヴィメタルバンド『MUTHAS PRIDE』に参加した[16]。
- 永守"RONNY"晃（ギター）
  - 2001年に、ヘヴィメタルバンド『MUTHAS PRIDE』に参加した[16]。
- 吉永"GOKI"邦治（ギター）
- 大谷"RAVEN"令文（ギター）

## ディスコグラフィ

### シングル
- BREAK（1985年）

### スタジオ・アルバム
- TARGET（1984年4月21日）
- MARINO II（1984年11月21日）
- MARINO III - From All of Us to All of You（1985年7月21日）
- HYBRID!（2003年8月20日）

### ライブ・アルバム
- HARD & ROUGH（1985年12月5日）

### ベスト・アルバム
- WORKS '83〜'86 - BEST OF MARINO（1992年）
- COMPLETE BEST（2001年）

### オムニバスアルバム
- BATTLE OF METAL（1984年）

### 映像作品
- MARINO LIVE - Target（1984年）